# Eliza Coupe

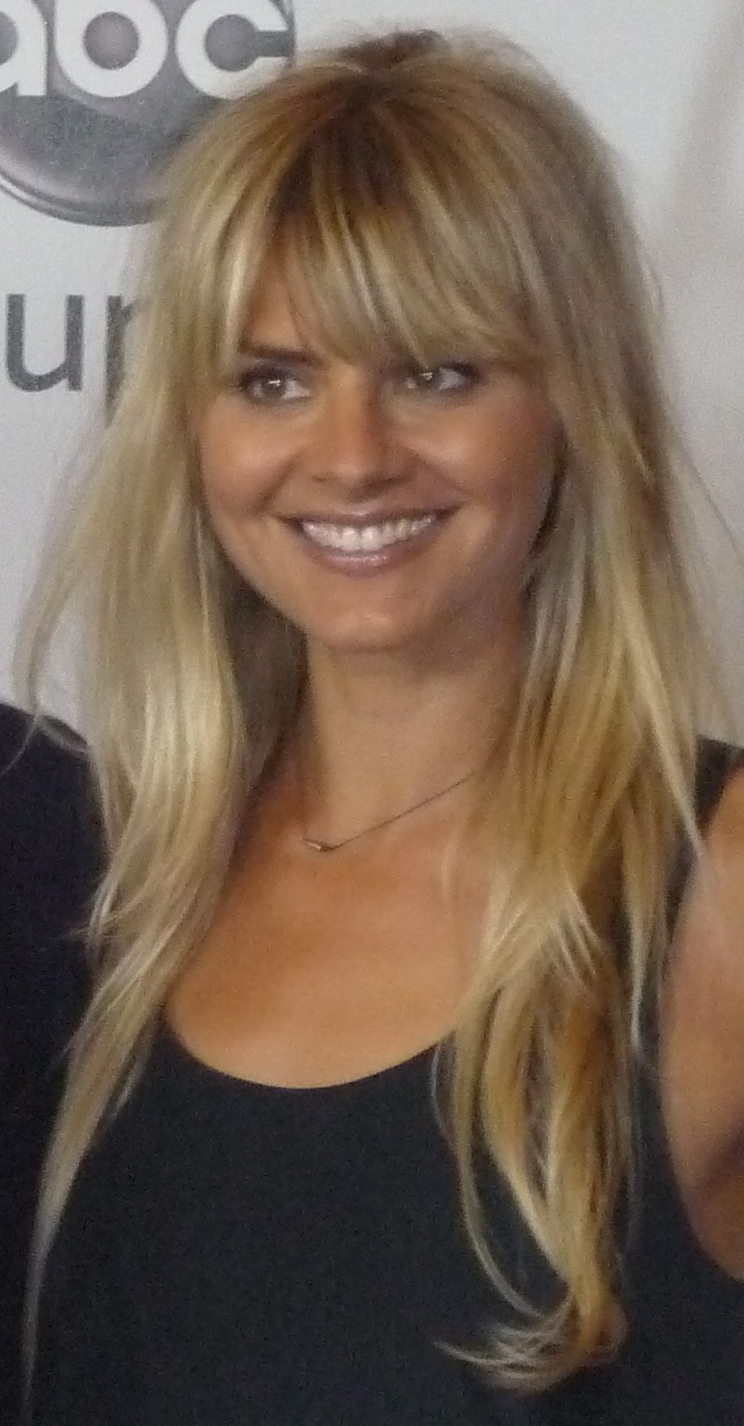
Eliza Coupe (2010)

Eliza Coupe (* 6. April 1981 in Plymouth, New Hampshire) ist eine US-amerikanische Schauspielerin, die anfangs vor allem als Theaterschauspielerin Erfahrung sammelte. Im deutschsprachigen Raum ist sie vor allem durch ihre Rolle als Dr. Denise Mahoney in der US-Sitcom Scrubs – Die Anfänger bekannt.

## Leben
Eliza Coupe, die im Jahre 1981 im kleinen Ort Plymouth im US-Bundesstaat New Hampshire geboren wurde, wuchs in ihrem Geburtsort auf und besuchte dort die Plymouth Regional High School, eine öffentliche High School. Bereits zu dieser Zeit wurde sie durch ihre damalige Lehrerin und Theaterdirektorin als Schauspielerin gefördert und schaffte bald darauf die Aufnahme in das California Institute of the Arts, eine private Kunsthochschule in Valencia im Los Angeles County. Einige Zeit später tourte Coupe, die während ihrer High-School-Zeit bereits einige Preise gewonnen hatte, mit der Improvisationstheatergruppe Upright Citizens Brigade Theatre durch Frankreich und war mit dem Team, dem zu dieser Zeit unter anderem auch ihr späterer Scrubs-Kollege Aziz Ansari angehörte, auch in den USA sehr erfolgreich. Nachdem sie sich bereits zuvor in New York niedergelassen hatte, startete Coupe im Jahre 2005 ein Soloprojekt mit dem Namen The Patriots, das seine Premiere im November 2005 hatte. Am Comedy Festival, das zum damaligen Zeitpunkt noch unter dem Namen U.S. Comedy Arts Festival bekannt war, wurde die engagierte Schauspielerin im Jahre 2006 mit dem Breakout Performer Award ausgezeichnet.
Im gleichen Jahr sammelte sie erste Erfahrungen im Film- und Fernsehbereich, als sie im Kurzfilm The Day the World Saved Shane Sawyer eine Hauptrolle übernahm. Zu einem weiteren Filmengagement kam Coupe im darauffolgenden Jahr, als sie eine Nebenrolle im Kinofilm Ich glaub, ich lieb meine Frau innehatte. Zu ebendieser Zeit bekam die aufstrebende Schauspielerin auch erste Rollen in verschiedenen Fernsehserien. Nachdem sie 2007 in einer Episode der nur kurzlebigen MTV-Show Short Circuitz zu sehen war, folgte im gleichen Jahr ein weiterer Auftritt in einer Folge von Flight of the Conchords. Aufgrund ihrer dortigen Auftritte, wie auch einem Auftritt in einer Folge der ebenfalls nur sehr kurzlebigen US-Comedyserie Unhitched, übernahm Coupe im Jahre 2008 eine Hauptrolle in der von HBO präsentierten jedoch wenig erfolgreichen Fernsehserie 12 Miles of Bad Road. Durch ihre dortigen Auftritte bekam die damals 25-Jährige vor allem ab den Jahren 2008 und 2009 einige lukrativere Angebote. Dabei schaffte sie es ebenfalls noch im Jahre 2008 in den Cast der Fernsehserie Samantha Who? und war dort in einer wiederkehrenden Rolle in zwei Episoden zu sehen. Den Durchbruch schaffte sie allerdings im darauffolgenden Jahr 2009, als sie anfangs als Gastschauspielerin in die Erfolgsitcom Scrubs – Die Anfänger und danach als Hauptcharakter in deren Spin-off Scrubs – Med School kam.
In der Serie ist sie in der achten Staffel noch als Anfängerin tätig und hat es zu dieser Zeit zusammen mit dem ebenfalls gerade erst als Anfänger ans Krankenhaus gekommenen Lee Thompson Young nicht immer leicht mit den bereits erfahreneren Ärzten. In der Serie, in der sie als die meist gefühllose und unsensible Dr. Denise Mahoney auftritt, brachte es Coupe aufgrund ihrer Leistungen in der neunten Staffel sogar zu einer Hauptrolle und war bis zum Auslaufen der Serie mit Ende der 9. Staffel in insgesamt 24 Folgen zu sehen. Daneben arbeitete die bereits theatererfahrene Coupe im Jahre 2009 an weiteren Projekten, unter anderem an der Fernsehserie Royal Pains, wo sie für eine Episode als Gaststar in den Cast geholt wurde. Des Weiteren war sie in diesem Jahr auch in drei Folgen von Scrubs: Interns, einer parallel zu Scrubs – Die Anfänger laufenden Webserie, zu sehen und hatte außerdem eine Hauptrolle im Film No Heroics. Danach folgte ein nicht minder erfolgreiches Jahr 2010, in dem sie unter anderem im Kinofilm Somewhere zu sehen war. Zwischen 2011 und 2013 war sie als einer der Hauptcharaktere in der Comedyserie Happy Endings zu sehen. Im Jahre 2011 erschien der Film Der perfekte Ex, in dem Coupe in einer ebenfalls nicht unwesentlichen Nebenrolle zu sehen ist.
Eliza Coupe war von 2007 bis 2013 mit dem Künstler und Puppenspieler Randall Whittinghill verheiratet.

## Filmografie (Auswahl)
- 2006: The Day the World Saved Shane Sawyer (Kurzfilm)
- 2007: Ich glaub, ich lieb meine Frau (I Think I Love My Wife)
- 2007: Flight of the Conchords (Fernsehserie, Folge 1x08 Top Gun)
- 2008: Unhitched (Fernsehserie, Folge 1x01)
- 2008: Samantha Who? (Fernsehserie, 2 Folgen)
- 2008: 12 Miles of Bad Road (Fernsehserie, 6 Folgen)
- 2009: Scrubs: Interns (Fernsehserie, 6 Folgen)
- 2009: Royal Pains (Fernsehserie, Folge 1x07 Wahnsinnige Liebe)
- 2009: No Heroics (Fernsehfilm)
- 2009–2010: Scrubs – Die Anfänger (Scrubs, Fernsehserie, 24 Folgen)
- 2010: Somewhere
- 2011: Community (Fernsehserie, Folge 2x17 Wahlkampf für Anfänger)
- 2011: Der perfekte Ex (What’s Your Number?)
- 2011–2013, 2020: Happy Endings (Fernsehserie, 58 Folgen)
- 2012: Shanghai Calling
- 2013: Anchorman – Die Legende kehrt zurück (Anchorman: The Legend Continues)
- 2013: The Millers (Fernsehserie, 2 Folgen)
- 2014: House of Lies (Fernsehserie, 4 Folgen)
- 2014: The Last Time You Had Fun
- 2014: Benched (Fernsehserie, 12 Folgen)
- 2015: It's Us
- 2015: Superstore (Fernsehserie, 2 Folgen)
- 2015–2016: The Mindy Project (Fernsehserie, 4 Folgen)
- 2015–2017: Quantico (Fernsehserie, 5 Folgen)
- 2015–2017: Casual (Fernsehserie, 6 Folgen)
- 2016: The 4th
- 2016: Wrecked – Voll abgestürzt! (Wrecked, Fernsehserie, 2 Folgen)
- 2016: Civil (Fernsehfilm)
- 2017: The Disaster Artist
- 2017: Naked
- 2017: Breaking Boundaries with Eliza Coupe (Miniserie)
- 2017–2020: Future Man (Fernsehserie, 33 Folgen)
- 2018: Making Babies
- 2018: Rob Riggle's Ski Master Academy (Ski Master Academy, Fernsehserie, 8 Folgen)
- 2018: Angie Tribeca (Fernsehserie, Folge 4x01 Ärzte ohne Schamgrenzen)
- 2019: Veronica Mars (Fernsehserie, Folge 4x01 Spring Break für immer)
- 2019: Sherman's Showcase (Fernsehserie, Folge 1x07)
- 2019: Stumptown (Fernsehserie, Folge 1x07)
- 2020: American Dad (Fernsehserie, Folge 15x08, Sprechrolle)
- 2020: The Estate
- 2021: DuckTales (Fernsehserie, Folge 3x20, Sprechrolle)
- 2022: Pivoting (Fernsehserie, 10 Folgen)
- 2023: So Help Me Todd (Fernsehserie, 2 Folgen)
- 2023: No Right Way
- 2025: The Residence (Miniserie, 7 Folgen)
- 2025: Rick and Morty (Fernsehserie, Episode 8x09, Stimme)